# Las Cruces, Nopala de Villagrán
Las Cruces är en ort i Mexiko.   Den ligger i kommunen Nopala de Villagrán och delstaten Hidalgo, i den sydöstra delen av landet, 120 km nordväst om huvudstaden Mexico City. Las Cruces ligger 2 249 meter över havet och antalet invånare är 136.
Terrängen runt Las Cruces är platt söderut, men norrut är den kuperad. Runt Las Cruces är det ganska glesbefolkat, med 47 invånare per kvadratkilometer. Närmaste större samhälle är Nopala de Villagran, 15,2 km öster om Las Cruces. Trakten runt Las Cruces består till största delen av jordbruksmark.